# Brighton & Hove Albion Football Club 2017-2018
Questa voce raccoglie le informazioni riguardanti il Brighton & Hove Albion Football Club nelle competizioni ufficiali della stagione 2017-2018.

## Stagione
The Seagulls, hanno partecipato nella stagione 2017-2018 alle 3 massime competizioni nazionali. Nella coppa di Lega inglese, sono usciti al terzo turno, eliminati dal Bournemouth; mentre in FA Cup hanno raggiunto i quarti di finale, venendo sconfitti 2-0 dal Manchester United poi finalisti del torneo. In campionato, hanno raggiunto la salvezza col 15º posto. 

## Maglie e sponsor
Sponsor tecnico Nike
| Manica sinistra · Manica sinistra · Maglietta · Maglietta · Manica destra · Manica destra · Pantaloncini · Pantaloncini · Calzettoni | Manica sinistra · Maglietta · Maglietta · Manica destra · Pantaloncini · Pantaloncini · Calzettoni | Manica sinistra · Maglietta · Maglietta · Manica destra · Pantaloncini · Pantaloncini · Calzettoni |

## Rosa
| N. |                        | Ruolo | Calciatore        |
| -- | ---------------------- | ----- | ----------------- |
| 1  | Australia (bandiera)   | P     | Mathew Ryan       |
| 2  | Spagna (bandiera)      | D     | Bruno Saltor      |
| 3  | Camerun (bandiera)     | D     | Gaëtan Bong       |
| 4  | Germania (bandiera)    | D     | Uwe Hünemeier     |
| 5  | Inghilterra (bandiera) | D     | Lewis Dunk        |
| 6  | Inghilterra (bandiera) | C     | Dale Stephens     |
| 7  | Israele (bandiera)     | C     | Beram Kayal       |
| 8  | Rep. Ceca (bandiera)   | C     | Jiří Skalák       |
| 9  | Inghilterra (bandiera) | A     | Sam Baldock       |
| 10 | Israele (bandiera)     | A     | Tomer Hemed       |
| 11 | Francia (bandiera)     | C     | Anthony Knockaert |
| 12 | Finlandia (bandiera)   | P     | Niki Mäenpää      |
| 13 | Germania (bandiera)    | C     | Pascal Groß       |

| N. |                        | Ruolo | Calciatore         |
| -- | ---------------------- | ----- | ------------------ |
| 14 | Inghilterra (bandiera) | C     | Steven Sidwell     |
| 16 | Argentina (bandiera)   | A     | Leonardo Ulloa     |
| 17 | Inghilterra (bandiera) | A     | Glenn Murray       |
| 18 | Inghilterra (bandiera) | D     | Connor Goldson     |
| 19 | Colombia (bandiera)    | C     | José Izquierdo     |
| 20 | Inghilterra (bandiera) | C     | Solly March        |
| 21 | Italia (bandiera)      | D     | Ezequiel Schelotto |
| 22 | Irlanda (bandiera)     | D     | Shane Duffy        |
| 23 | Inghilterra (bandiera) | D     | Liam Rosenior      |
| 24 | Paesi Bassi (bandiera) | C     | Davy Pröpper       |
| 25 | Paesi Bassi (bandiera) | A     | Jürgen Locadia     |
| 26 | Paesi Bassi (bandiera) | P     | Tim Krul           |
| 29 | Austria (bandiera)     | D     | Markus Suttner     |